# Tarczyn
Tarczyn este un oraș în Polonia.